# Asthenodipsas vertebralis
Espèce
Synonymes
- Amblycephalus vertebralis Boulenger, 1900
- Pareas vertebralis (Boulenger, 1900)

Statut de conservation UICN

 LC  : Préoccupation mineure
Asthenodipsas vertebralis est une espèce de serpents de la famille des Pareatidae.

## Répartition
Cette espèce est  endémique de Malaisie. Elle se rencontre dans l’État du Sabah en Malaisie orientale et en Malaisie péninsulaire, y compris sur l'île Tioman.

## Description
L'holotype de Asthenodipsas vertebralis mesure 460 mm. Cette espèce a la face dorsale brun rougeâtre avec de petites taches brun foncé et une ligne longitudinale jaune incomplète. Sa face ventrale est jaunâtre avec quelques points bruns sur les côtés.

## Publication originale
- Boulenger, 1900 : Description of new reptiles from Perak, Malay Peninsula. Annals and magazine of natural history, ser. 7, vol. 5, p. 306-308 (texte intégral).